# FIFA Street
FIFA Street ist ein Ableger der FIFA-Reihe von EA Sports. Das Spiel erschien erstmals 2005 für PlayStation 2, GameCube und Xbox.

## Spiel
Im Gegensatz zu FIFA spiegelt FIFA Street nicht den üblichen Stadionfußball wider, sondern den Straßen- und Hallenfußball. Gespielt wird auf der Straße oder in einer Halle auf einem deutlich kleineren, asphaltierten oder künstlichen Rasen Spielfeld mit einer Bandenumgrenzung mit 4er- bis 6er-Teams. Zudem wird hier besonders auf verschiedene Tricks am Ball geachtet, mit denen man Punkte erzielen kann. Der Rapper Harris ist in der deutschen Version von FIFA Street als Kommentator zu hören.

## Fortsetzungen
Am 1. März 2006 folgte die Fortsetzung mit FIFA Street 2, welches für PlayStation 2, Game Cube, Xbox, PlayStation Portable und für Nintendo DS erhältlich war. Im Februar 2008 erschien dann der dritte Teil der FIFA-Street-Serie für PlayStation 3, Xbox 360 und Nintendo DS. Der dritte Teil ist der meistverkaufte.
Im März 2012 ist FIFA Street, der vierte Ableger der Serie, für PlayStation 3 und Xbox 360 erschienen. Eine „4“ ist im Titel zur Distanzierung von den Vorgängerversionen nicht zu finden.